# 八尋まみ
八尋 まみ（やひろ まみ、6月1日 - ）は日本の女性声優。福岡県出身。フリー。以前はアトリエピーチに所属していた。主にアダルトゲームに声をあてている。

## 出演
太字はメインキャラクター。

### ゲーム

#### 2013年
- アンタなんて大嫌い! 〜いたぶられる女学生〜（当山 真尋）

#### 2014年
- 愛妹恋愛（佐伯 みなみ）
- あにラブ 〜女装美少年革命!〜（樫木直希）
- イノセントガール
- お嬢様はカタイのがお好き! 〜神性なる女子寮日記〜（風越 志津）
- OH!! マイクロマン 〜小さくなって女の子の色んなトコロに入っちゃお!〜（静原 友美佳）
- 俺は悪の戦闘員 〜女首領の手先になって正義のヒロインをヤる!（ブレイブキュート）
- 学園・オブ・ザ・デッド（呉 紅葉、舞鶴 鶴子）
- 学園カースト 〜用務員 下衆山の逆転支配生活〜（真田 遥香）
- 片恋ヴィジョナリー（星川 愛音）
- 彼女が俺にくれたもの。俺が彼女にあげるもの。 〜KISS My Darling: めちゃ婚 case3〜（公星 向日葵）
- 催眠パラノイア!（里見 詩音）
- 女子のおしっこいじめ 〜女子便くんといわれたボクの6年間〜
- 種神さま 〜Sower&Droplet
- ちぇ〜んじ! 〜あの娘になってクンクンペロペロ〜
- 超催眠術学園（薬院 桃花）
- 寝トリ学園 〜彼氏持ちでもお構いなし! ヤりたい放題ADV〜（黒沢 愛海）
- 魔女ヴェロニカ 〜終わらない魔辱煉獄〜（コスモス・ヴェロニカ・シメーレ）

#### 2015年
- 夏の色のノスタルジア （摩庭 祥子）
- 1/7の魔法使い （月宮 叶羽）
- W妹ヴィジョナリー （二ノ宮 ありす）
- 炎の孕ませもっと! 発育っ! 身体測定2 （優梨亜・F・マルべリオーネ）
- 悪魔娘の看板料理
- カミツレ 〜7の二乗不思議〜（平岡 睦月）
- ウルスラグナ 〜征戦のデュエリスト〜（夏野 透）
- PRETTY×CATION2（倉敷 梓）
- な妹き!（御巫 陽菜）
- W恋ヴィジョナリー （星川 愛音、二ノ宮 ありす）
- 幻聖神姫LINEAGE -セイクリッドリネージュ-（ラジエル）
- 小女ラムネ（足立 甜花）
- 天気雨（白）
- 塔の下のエクセルキトゥス（クロエ・オーディアール）
- 聖騎士Melty☆Lovers（リル＝クーリエ）
- PRETTY×CATION2 ラブラブバースデーコレクション Vol.2 -倉敷梓-（倉敷 梓）
- 堕ちていく聖戦使ルナティックエンジェルズ 〜私の淫らなココロ、覗かれたら……もう我慢できない……〜（神堂 栗子）
- その古城に勇者砲あり!（エクリ）
- わんにゃん☆アラモード! 〜どっちにするの? わんにゃんHなカフェ事情!〜（猫泊 真琴）

#### 2016年
- 働くオトナの恋愛事情（鳴門 ともえ[1]）
- ハーレムゲーム 〜俺はコレのおかげでエロゲーの主人公になれました!〜（皆瀬 香奈）
- 甘えかたは彼女なりに。（柴宮 りな）
- グリモ☆ラヴ 〜放課後のウィッチ〜（吾達 碧唯）
- らぶちゃ ～つま先立ちで瞳をとじて～（椎崎 ひまり）
- セクロスフィア（日野 桃寧）
- ナツイロココロログ（七国 小都音）
- 最強の孕ませオナホ騎士団 ～強い牝は巨根に勝てない! エロ酷いことをしても悦ぶ絶対忠誠アヘハーレムを築け!～（セラフィーナ）
- えろゼミ〜エッチにヤルきにABC〜（長岡 里美）
- 幻聖神姫セイクリッドFD（ラジエル）
- 小悪魔発育チュ～!（中清水 沙那）
- 死に逝く君、館に芽吹く憎悪（みあ）
- 俺に彼女ができてから妹たちの様子がおかしい!? （甘利 風香）
- けもみみハーレム化け～しょん ～田舎でのんびりもふもふ獣耳少女たちと子作り三昧～ （ナズナ）
- カスタムメイド3D2＋ ACT.2（西周 美琴）
- 遊聖天使プリマヴェールDrei（渚）
- 星空TeaParty ～第1話「冒険」始めました～（ありす野 アリス）
- Wild Romance（ナズナ）
- ちっちゃくないもんっ! 〜スクールバスでおむかえちゅっちゅ♥〜（乃木坂 凛）
- 愚者ノ教鞭 今しか出来ないことがたくさんあるんだ!（作並 泉）
- 俺が校則! 中出し以外は校則違反!!! ～女子校生全員中出し完全制圧計画～（比企 沙霧）
- 炎の孕ませおっぱい★エロアプリ学園（茶山 光咲姫）
- ナマ主さんとオフパコJK ～ハメられた黒髪清楚～（茶山 光咲姫）
- 白衣の天使はお世話好き! ～ラブラブエッチな入院生活～（リス子）
- 遊聖天使プリマヴェールDrei ダークミッション（渚）
- 魔王軍へようこそ5（シア・オルファ）

#### 2017年
- アイカギ（小鳥遊 汐栞）
- らぶらぶシスターズ ～花嫁＆姉妹達とのドキドキハーレム生活～（寝子草 磨美）
- 呪いの魔剣に闇憑き乙女（ルヴィ）
- ナツイロココロログ ～Happy Summer～（七国 小都音）
- 星空TeaParty えくすとら ～「恋愛」はじまりました!～（ありす野 アリス）
- 働くオタクの恋愛事情（神保 悠陽）
- 堕とされた美姉妹 ～どうかその娘だけは助けて下さい～（綺瀬 花澄）
- 禁忌劣情 ～淫らな欲望に魅せられて～
- 催眠とろとろオペレーション ～院内美巨乳補完計画～（本城 都）
- 領地貴族（イファ）
- しごカレ ～エッチな女子大生とドキ×2ラブレッスン!!～（周防 紅伽）
- 姉姉W催眠2 ～巨乳女上司痴漢、巨乳人妻寝取り、鬼畜中出しで孕ませてやる!～（海堂 小春）
- ヤミと祝祭のサンクチュアリ（綺堂 悠里）
- まほ×ろば -Witches spiritual home-（山吹 久遠）

#### 2018年
- アイカギ ～アフターデイズ～（小鳥遊 汐栞）
- ヴィーナスリゾート 巨乳乱交アイランド 田鹿羽衣編（田鹿 羽衣）
- ひとつ屋根の、ツバサの下で（広沢 ひかり）
- 働くオトナの恋愛事情2（鳴門 ともえ）
- あくまで、これは～の物語（陽夏海）
- アイラブ 恋する乙女はキカイ仕掛け（スフィア）
- ずっと前から女子でした（桐谷 文穂）
- もっと!孕ませ!炎のおっぱい異世界エロ魔法学園!（雪乃小路 みぞれ）
- コイカツ!（方言娘）
- てんぷれっ!!（茉理お嬢様）
- Love×Holic ～魅惑の乙女と白濁カンケイ～（鬼上 鈴鹿）
- 夫に隠れてメス豚オナホにされて孕みイキする人妻たち（平野 薫）
- きゃらぶれーしょん! ～乙女は恋してキャラぶれる～（夢乃 有珠）
- 孕ら・ポコ! ～異能催眠で女学園を孕ませ征服～（宮波 かのん）
- 白衣の天使はお世話好き! ～ラブラブエッチな入院生活～ アナザーストーリー（リス子）
- ハーレムゲーム アフターストーリー（皆瀬 香奈）
- 俺に彼女が出来てから妹たちの様子がおかしい!? アフターストーリー（甘利 風香）
- ラブコーディネーション!（浦辺 栞）
- 悪魔聖女 ～デーモンガール・ステップ～（魔法少女メロディクイーン）
- コイカツ! アフタースクール（方言娘）
- ネムれる園の少女たち（神間 釉愛）

#### 2019年
- 姉姉W催眠DX ～催眠で6人の巨乳姉達を貪り孕ます欲望の宴!～（海堂 小春）
- 俺のアレが神聖過ぎて重宝されるんだが!?（マルティナ）
- ギルドマスター（ゼルマ）
- 姉ちゃんのススメ ～お姉ちゃんのイタズラ性生活～（神谷 青葉）
- らぶこみゅ（月宮 りん）
- カスタムオーダーメイド3D2 キャラクターパック 小動物系ふわふわ妹（動物系ふわふわ妹）
- ALL×CATION（倉敷 梓）
- セックスオープンワールドへようこそ!（エーリッテ）
- 家属 ～母と姉妹の嬌声～（渡瀬 楓夏）
- 俺だけにビッチな従弟は、ヤンキー系男の娘!（小笠原 りお）
- モンスターが支配する異世界で魔物使いになって孕ませハントで救世主になる ～人間如きが我らと生殖?身の程を知れ!～（リリム）
- AI＊少女（無気力でものぐさ）
- 勇者と踊れ! ～ぼっちの俺が異世界召喚されて美少女達と学園最強パーティーを組みました～（イリス・メルクリア）
- 真愛の百合は赤く染まる（本庄 真奈美）

#### 2020年
- 創神のアルスマグナ（シャマシュ）
- ジンキ・リザレクション（三宮 金枝）
- 俺だけにビッチな従弟は、ヤンキー系男の娘! 〜ライバル登場! です〜（小笠原 りお）[2]
- 現実が見えてきたので少女を愛するのを辞めました。（愛宮 真姫）
- 異世界変態生活! 〜転生した俺は触手や魔物や女の子のパンツに…なる!?〜（ドロシー・タウンゼント）
- Mama×Holic ～魅惑のママと甘々カンケイ～（鬼上 鈴鹿）

#### 2021年
- 俺だけにビッチな従弟は、ヤンキー系男の娘! 〜ずっといっしょなバケーション!〜（小笠原 りお）[3]
- コイカツ！サンシャイン（帰国子女）

### ブラウザゲーム
- にじげんカノジョ（睦月 はな）

### オンラインゲーム
- 凍京NECRO＜トウキョウ・ネクロ＞ SUICIDE MISSION (天白うさぎ、イリーナ・グリモワ、澪標みやこ)
- 宝石姫 JEWEL PRINCESS（ベニトアイト、デマントイド・ガーネット、ミルキークォーツ）
- 要塞少女（リンダ）
- エンジェリックリンク（サキュバス）

### インターネット番組
※はインターネット配信。
- あくまで、これは柚原みう&八尋まみのラジオ物語（2017年 - 2018年、音泉※）
- 八尋まみと小波すずの混ぜるなキケン!（2018年、音泉※）